# La Muralla, Aldama
La Muralla är en ort i Mexiko.   Den ligger i kommunen Aldama och delstaten Tamaulipas, i den östra delen av landet, 400 km norr om huvudstaden Mexico City. La Muralla ligger 36 meter över havet och antalet invånare är 257.
Terrängen runt La Muralla är huvudsakligen platt, men norrut är den kuperad. La Muralla ligger nere i en dal. Runt La Muralla är det mycket glesbefolkat, med 7 invånare per kvadratkilometer. Närmaste större samhälle är Nuevo Progreso, 2,6 km nordväst om La Muralla. Trakten runt La Muralla består till största delen av jordbruksmark.